# Áp lực thời gian (cờ vua)
Trong các ván cờ vua có tính thời gian, áp lực thời gian (hoặc time trouble trong tiếng Anh, zeitnot trong tiếng Đức) là tình huống mà một kỳ thủ có quá ít thời gian để hoàn thành các nước đi cần thiết. 
Khi buộc phải chơi một cách quá nhanh, xác suất xuất hiện các nước sai lầm (blunder) tăng lên. Do đó, kiểm soát thời gian là một phần quan trọng trong ván cờ. Các nước đi (thường là sau nước thứ 40) đặc biệt dễ bị sai lầm nếu người chơi chỉ có vài giây để chơi nó, và nhiều người chơi (có cả những Đại kiện tướng) đã thua cờ do áp lực thời gian.

## Trong các ván cờ
Người chơi thường dành một lượng lớn thời gian sau khai cuộc để xem xét kế hoạch của họ và tính toán các chiến thuật trung cuộc khác nhau. Trong nhiều trường hợp, tốn nhiều thời gian để tìm ra chiến thuật chính xác có nguy cơ gây ra áp lực thời gian sau này nếu thế cờ được đơn giản hóa. Tuy nhiên, sử dụng một lượng lớn thời gian cho các nước đi đơn giản thường gây lãng phí nhiều thời gian.
Khi gặp áp lực thời gian, người chơi thường tập trung vào việc duy trì tính toàn vẹn trong cấu trúc các quân cờ của họ. Nguyên tắc của Lars Bo Hansen là đảm bảo rằng tất cả các quân vẫn được bảo vệ, tránh những nước đi cầm chừng không cần thiết, và tránh phân tích các chiến thuật không cần thiết. Webb khuyên người chơi theo dõi số nước đi và đưa ra một phản ứng tạm thời cho mỗi nước đi của đối thủ khi đến lượt của đối phương. Bí quyết này được gọi là "Permanent brain" hoặc "Pondering". Khi đối thủ gặp áp lực về thời gian, Webb đã ủng hộ kỹ thuật phòng ngự liên quan đến việc lên kế hoạch cho hai hay nhiều nước, và sau đó chơi chúng một cách nhanh chóng. Ý tưởng là để cho đối phương có ít thời gian để chuẩn bị cho kế hoạch dự phòng, làm tăng khả năng nước đi đó là một sai lầm. Đi một loạt các nước di chuyển quân cũng làm tăng cơ hội sai lầm của người phòng ngự, nhưng kỹ thuật này không nên thực hiện khi người chơi đang có ưu thế thắng, khi đó người chơi nên tập trung vào việc giành chiến thắng.

## Quy tắc để giảm áp lực thời gian
FIDE có một số quy tắc bổ sung giúp người chơi ít gặp khó khăn về thời gian hơn.
Quy tắc đầu tiên liên quan đến việc ghi lại các nước đi. Nếu một người chơi còn ít hơn 5 phút trong một ván cờ mà không có cộng 30 giây hoặc hơn sau mỗi nước đi, không bắt buộc phải ghi lại các nước đi như thường lệ. Tuy nhiên, nếu người chơi có đủ thời gian thì bắt buộc phải ghi chép biên bản ván cờ sau mỗi nước đi. Nếu chỉ có một người chơi gặp rắc rối về thời gian và không ghi lại nước đi, biên bản ván cờ của đối phương có thể được sử dụng để cập nhật lại các nước đi. Trong trường hợp cả hai người chơi đều gặp áp lực thời gian và không ghi lại nước đi, giám đốc giải đấu hoặc trợ lý phải có mặt để ghi lại nước đi của họ và chúng có thể được sử dụng để cập nhật vào biên bản sau ván đấu. Nếu các nước đi không được ghi lại bởi bất kỳ ai khi gặp áp lực thời gian, người chơi sẽ phải cố gắng tái hiện lại các nước đi trong ván cờ, dưới sự kiểm soát của giám đốc giải đấu; nếu điều này là không thể, ván cờ tiếp tục.
Quy tắc thứ hai liên quan đến khả năng kết thúc trận đấu của một trọng tài do thiếu nỗ lực chiến thắng trò chơi bằng "cách thông thường" của người chơi. Thỉnh thoảng nó xảy ra khi không có thời gian bổ sung, một người chơi gặp khó khăn trong việc thực hiện nhiều nước đi trong khoảng thời gian còn lại. Các đối thủ có thể cố chơi theo cách này với hy vọng chiến thắng bởi đối thủ hết thời gian, thay vì bằng cách giành ưu thế. Để ngăn chặn điều này, FIDE cho phép các nhà tổ chức giải đấu áp dụng các hướng dẫn trong các điều khoản III.4 hoặc III.5. Một giải đấu được chơi với điều III.4 cho phép một người chơi có ít hơn hai phút có thể gọi trọng tài và yêu cầu tăng thêm năm giây. III.4 tạo một đề nghị hòa mà đối phương có thể chấp nhận. Nếu không, nếu trọng tài đồng ý cộng thêm thời gian, đối thủ sẽ được tặng thêm hai phút cộng với thời gian tăng thêm. Trong một giải đấu được chơi với điều khoản III.5, người chơi có ít hơn hai phút có thể gọi một trọng tài và yêu cầu ván cờ hòa "trên cơ sở đối phương không thể thắng bằng cách chiếu hết, và/hoặc đối thủ của anh ta đang không cố gắng giành chiến thắng bằng cách chiếu hết". Trọng tài có thể chấp nhận yêu cầu (kết thúc trận đấu ngay lập tức dưới dạng hòa), từ chối yêu cầu (sau đó ván cờ tiếp tục và đối thủ nhận thêm hai phút) hoặc trì hoãn quyết định. Trong trường hợp này, đối thủ có thể được thêm hai phút và ván cờ tiếp tục cho đến khi cờ trên đồng hồ của người khiếu nại bị rụng, sau đó trọng tài quyết định.
Các quy tắc cho phép một trọng tài tuyên bố hòa không được áp dụng cho cờ nhanh. Một số giải đấu cờ nhanh đẳng cấp cao, như giải World Blitz Championship năm 2009, được chơi với mức tăng hai giây cho phép người chơi có thời gian thực hiện di chuyển và không khuyến khích nỗ lực giành chiến thắng đúng thời gian ở các vị trí nhỏ như vua và tốt đối với vua và tốt.

### Tại Hoa Kỳ
Các giải đấu được điều chỉnh theo luật lệ của Liên đoàn Cờ vua Hoa Kỳ có quy tắc tương tự với các nguyên tắc của FIDE có thể được sử dụng nếu sự thay đổi này được công bố trước đó, được gọi là quy tắc "cơ hội thua không chắc chắn". Một kì thủ có ít hơn hai phút mà không có hoãn hoặc được công thêm thời gian có thể kiến nghị giám đốc giải đấu cho trận hòa trên cơ sở rằng đối thủ không có cơ hội hợp lý để chiến thắng, cả hai kì thủ đều còn nhiều thời gian. Trong hướng dẫn cờ vua của Mỹ, điều này có nghĩa là một người chơi giải đấu trung bình (hạng C) có xác suất kém hơn 10% khi mất vị trí vào tay người nắm lợi thế, và cả hai người chơi đều có đủ thời gian. Giám đốc giải đấu có thể chấp nhận yêu cầu (kết thúc với trận hòa), từ chối yêu cầu và xử phạt người khiếu nại với thời gian ít hơn một phút hoặc trì hoãn quyết định. Nếu giám đốc giải đấu trì hoãn quyết định, có một lựa chọn là thay thế là đồng hồ không trì hoãn của người yêu cầu bằng đồng hồ trì hoãn có thời gian giảm đi một nửa. Vì giám đốc giải đấu không được tùy ý sử dụng các quy tắc cơ hội thua không chắc chắn, đồng hồ với thời gian trễ hoặc được tăng thêm được ưu tiên hơn đồng hồ không có.